# John Anderson (Fußballspieler, 1900)
John Anderson (* Dezember 1900 in Hedleyhope; † unbekannt) war ein englischer Fußballspieler.

## Karriere
Anderson spielte für eine Reihe lokaler Klubs, zumeist im Nordosten Englands, bevor er in der Sommerpause 1924 als Amateur zum AFC Ashington kam. Für die erste Mannschaft von Ashington spielte Anderson erstmals im Wiederholungsspiel der vierten Qualifikationsrunde des FA Cups 1924/25 am 19. November 1924 gegen Hartlepools United. Dabei wurde er als rechter Außenstürmer aufgeboten, musste aber nach wenigen Minuten in der ersten Halbzeit den Platz verletzungsbedingt verlassen und konnte erst im Laufe der zweiten Hälfte zurückkehren. Dennoch gewann Ashington die Partie durch zwei Tore von Bill Gardner mit 2:0. Drei Tage später stand er in einer Partie der Third Division North erneut in der Mannschaft. Wiederum war der Gegner Hartlepools United, die Partie endete allerdings in einer 0:3-Niederlage. Am selben Tag meldete die Presse, dass Hartlepool gegen die Wertung der Pokalpartie Einspruch eingelegt hat. Grund hierfür war, dass Anderson bereits eine „M-Form“ (eine Art Mitgliedserklärung) beim FC West Stanley unterzeichnet hatte, dadurch war er selbst als Amateur nicht ohne weiteres für Ashington spielberechtigt. Eine Kommission der Football Association gab dem Protest Hartlepools daher statt, disqualifizierte Ashington vom Wettbewerb und verurteilte den Klub zu einer Strafe von drei Guineen. Anderson trat in der Folge nicht mehr für Ashington in Erscheinung, im Februar 1925 wurde seine Registrierung bei der Football League wieder aufgehoben.
Im Herbst 1925 war Anderson in Devonshire im Südwesten Englands und spielte dort für einige Wochen für den lokalen Klub South Molton, ehe er von Exeter City zunächst in einem Reservespiel gegen den AFC Bideford eingesetzt wurde. Eine Woche später, am 7. November 1925, wurde der in der Presse als „unbekannter Amateur“ vorgestellte Anderson in einem Spiel der Third Division South gegen Southend United aufgeboten, als die beiden etatmäßigen Halbstürmer Harry Kirk und Colin Myers aus der Mannschaft genommen und durch ihn und Wilf Lievesley ersetzt wurden. Die Maßnahme erwies sich als wenig erfolgreich und endete mit einer 1:3-Niederlage. Anderson, dem von der Presse bescheinigt wurde, „hart gearbeitet [zu haben], aber ihm mangelt es an Erfahrung“, und der mit seinem Flügelpartner Frank Newman „nie ein Verständnis entwickelte, bis es zu spät war“, hatte keinen weiteren Auftritt im Team.